# Франко-тайські відносини
Відносини Франції та Таїланду охоплюють період з XVI століття до сучасності. Становлення відносин Франції та Таїланду почалося під час правління Людовика XIV з чисельних спроб Франції християнізувати Таїландське королівство (тоді відоме як Сіам) та встановити французький протекторат, які закінчились провально, повстанням в Таїланді у 1688 році проти іноземних вторгнень. Франція повернулась лише через півтора століття пізніше як модернізована колоніальна держава, вступивши в боротьбу за територію та вплив проти Таїланду на материковій частині Південно-Східної Азії, що тривала до XX століття.

## Відносини XVI–XVII століття

### Перші французькі католицькі місії

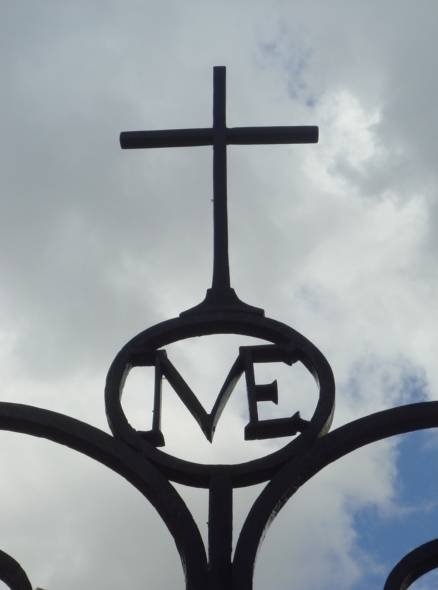
Новостворений місіонерський орден Паризьке товариство закордонних місій започаткував відносини між Францією та Таїландом

Першою згадкою відносин між Францією та Таїландом вважається історичний запис про спробу введення християнства в Сіам: за даними Джованні П'єтро Маффея, близько 1550 року французький францисканець Бонферр, дізнавшись про велике царство Багоїв і Тайців на сході, поїхав на португальському кораблі з Гоа до Косме (Пегу), де три роки проповідував Євангеліє без жодного результату. 
Перші великі зв'язки між двома країнами відбулися після того, як Папа Олександр VII зробив Таїланд апостольським Вікаріатом 22 серпня 1662 року. Місія була покладена на новостворене Паризьке товариство закордонних місій з метою євангелізації Азії, і Сіам став першою країною, в якій здійснювалась місія. Оскільки Сіам був дуже толерантний до інших релігій і справді був єдиною країною Південно-Східної Азії, де отці-католики могли безпечно утвердитися. 
26 листопада 1660 року монсеньйор П'єр Ламберт де ла Мотт, що був єпископом Бейрута, вікарійєм-апостольським у Кохінхіні та учасником Місії Etrangères de Paris у супроводі отців Де Бурже та Дейд'є,  покинули Марсель, а через 18 місяців прибули до міста М'єй. Вони прибули до Аюттхайського королівства в 1662 році.

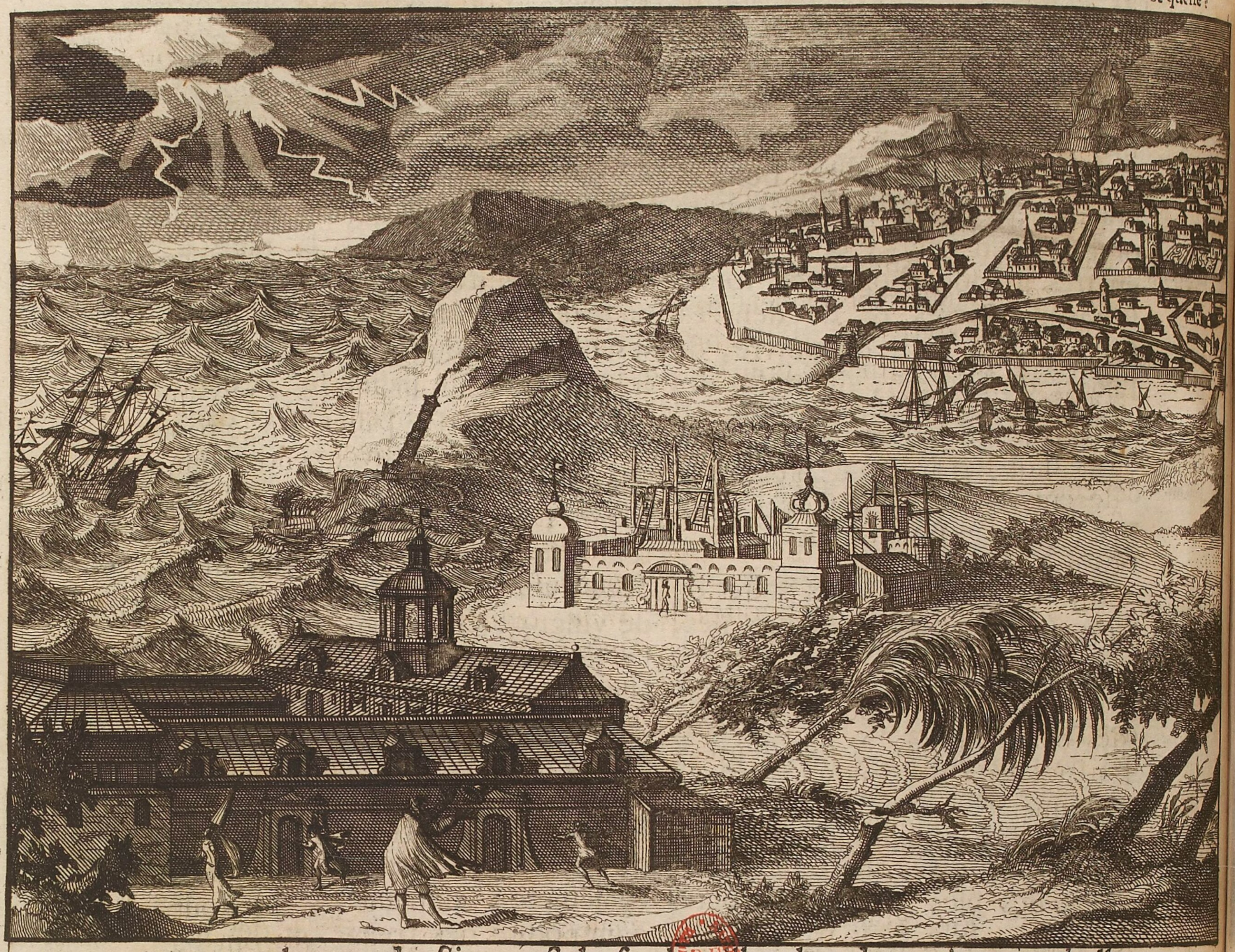
Заснування Семінарії Св. Йосифа (тепер Генеральний коледж) в Аюттхайському королівстві (друк XVII століття)

У 1664 група місіонерів під керівництвом єпископа Геліополіса Франсуа Паллу, також Паризького товариства закордонних місій, приєдналася до Ламберта в столиці міста Аюттхая після 24 місяців сухопутних подорожей і розпочала місіонерську роботу. У 1665–66 роках вони збудували семінарію в Аюттхаї за схваленням короля Нарая, Семінарію Святого Йосифа (пізніше Семінарію Святих Ангелів, за походженням Генеральної Колегії, що тепер у Пенанг, Малайзія ).
У 1669 Луї Лано, єпископ Мотелли, також член Паризького товариства закордонних місій, був призначений керівником римо-католицької місії в материковій частині Південно-Східної Азії зі штаб-квартирою в Аюттхаї. Вони розповсюджували християнську віру, а також опікувались в'єтнамцями та японськими християнськими громадами в Таїланді. Король Нарай схвально ставився до цих місіонерів, надаючи їм землю для церкви, місійного будинку та семінарії. У 1669 році в Аюттхаї Єпископи Ламберт і Блулу створили Західну лікарню в Таїланді, головним лікарем був отець Лано. У лікарні щодня отримували медичну допомогу приблизно 200–300 людей. 
Під час подорожі до Франції 1670 року Паллу отримав від Людовіка XIV лист до короля Нарая, який разом із листом Папи Римського він відправив у Аюттхаю в жовтні 1673. Ці листи були прийняті з великою пошаною.
Ці зв'язки були тісно пов'язані з розвитком французького впливу в Південній Азії, і особливо зі створенням Французької Ост-Індійської компанії в 1664 та розвитком колоніальної Французької Індії.

### Перші торгові зв'язки (1680)

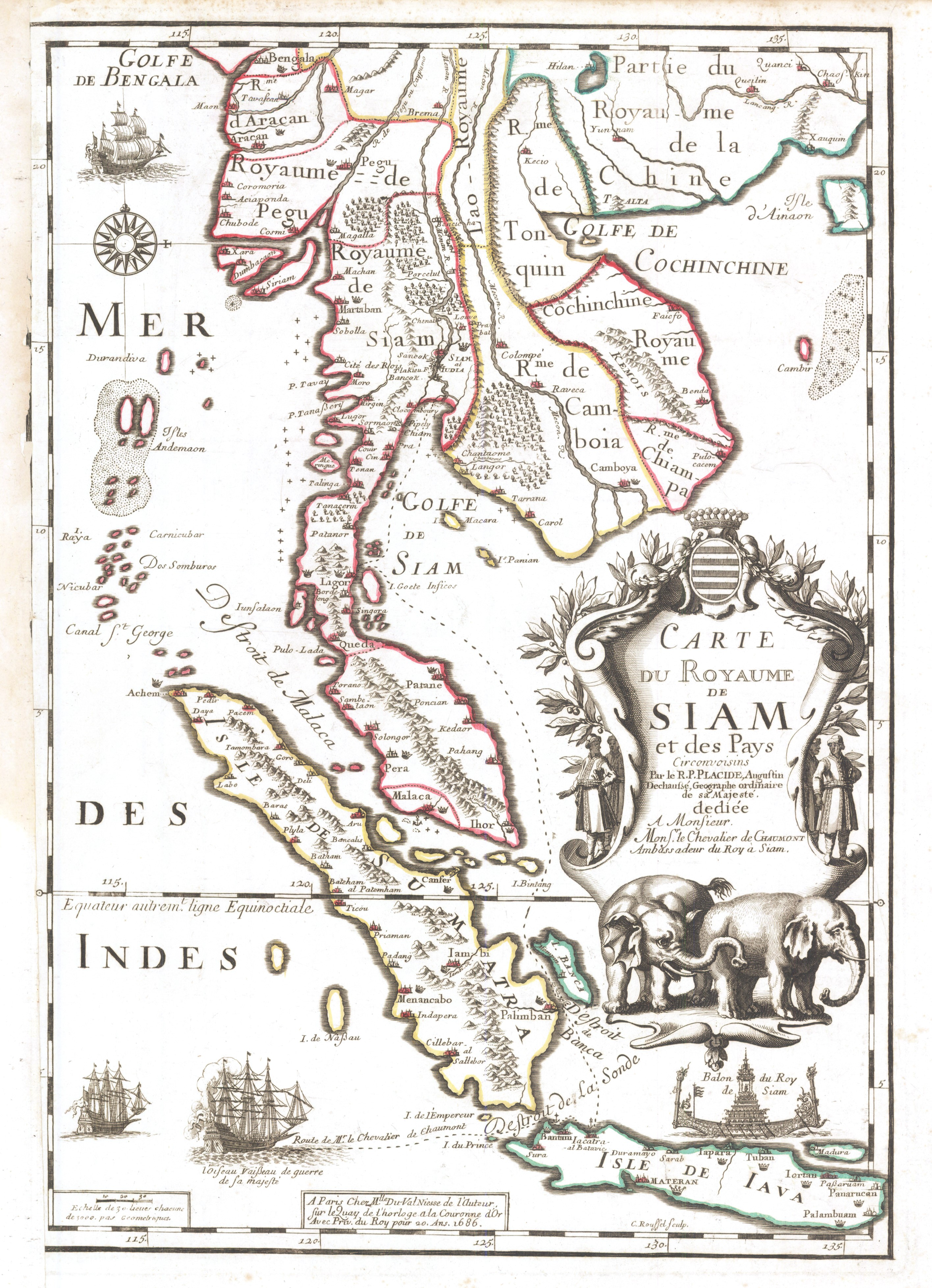
Французька карта Сіаму 1686 року, що показує шлях Шевальє де Шамон

У 1680 новостворена Французька Ост-Індійська компанія направила корабель до Таїланду під керівництвом Андре Десланде-Буро, який був зятем генерал-губернатора французького поселення в Пудучеррі Франсуа Мартіна, якого добре сприйняли тайцї.
У вересні 1680 корабель з французької Ост-Індійської компанії добрався у Пхукет і покинув його з повним вантажем олова. Голландці, англійці, а з 1680-х рр. і французи змагалися між собою за ринок на острові Пхукет, який цінувався через великі родовища олова. У 1681 або 1682 рр. Сіамський король Нарай, який прагнув зменшити голландський та англійський вплив, зробив губернатором Пхукета французького медичного місіонера Рене Шарбонно, який був членом сіамської місії Société des Missions Etrangères. Шарбонно обіймав посаду губернатора до 1685.
У ряді місій кожна сторона вшановувала своїх царів та відзначала свої мистецькі досягнення та вчилася поважвти культуру інших. Делегації прагнули сприяти збільшенню обсягів торгівлі та підвищенню свого статусу на світовій арені. Паризькі художники створили багато копій із зображенням сіамських дипломатів та розкішних прийомів у Версалі та Аюттхаї. Тисячі предметів мистецтва — особливо дзеркала, порцеляна та текстиль — були піднесенні в якості подарунків.

### Перше посольство Таїланду до Франції (1680 та 1684)
Король Нарай прагнув далі розширювати відносини з французами, за пропозицією його грецького радника Костянтина Фалкона, щоб протидіяти португальському та голландському впливу в його королівстві. У 1664 голландці застосували силу для точного укладення договору про надання їм екстериторіальних прав, а також вільного доступу до торгівлі. У 1680 р. першого сіамського посла Фія Піпаткоса було відправлено до Франції на борту Soleil d'Orient, але корабель розбився біля узбережжя Африки після виходу з Маврикію зник.
Вдруге послів делегували до Франції у 1684 р. (проїздом через Англію) на чолі з Хуном Піджайванітом та Хуном Піджитмайтрі, з пропозицією приїзду французької делегації в Таїланд. Вони зустрілися з Людовиком XIV у Версалі. У відповідь Людовик XIV надіслав посольство на чолі з Шевальє де Шомон.

### Посольство Шевальє де Шамон (1685)

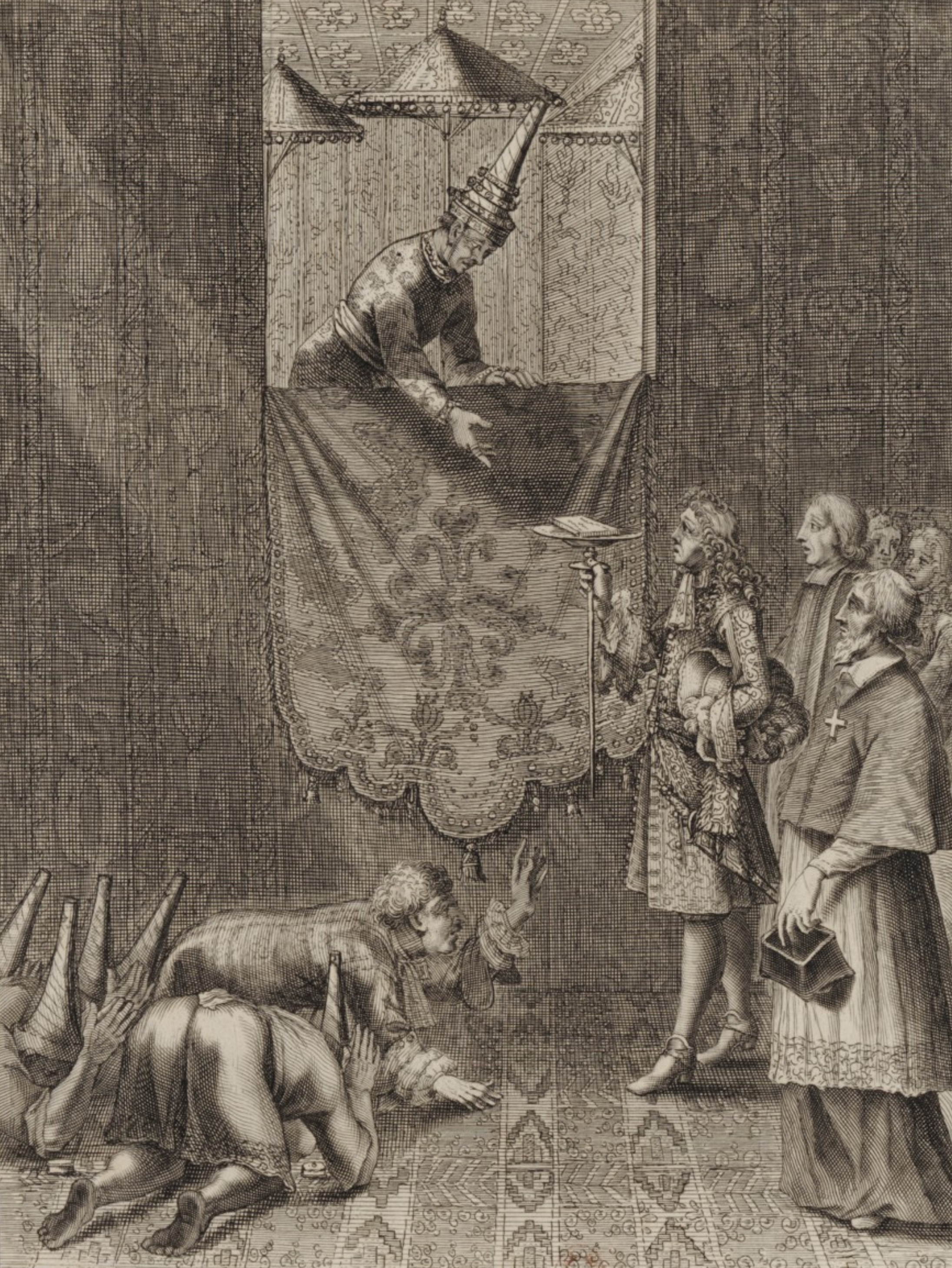
Шевальє де Шамон представляє лист Людовіка XIV королю Нараю

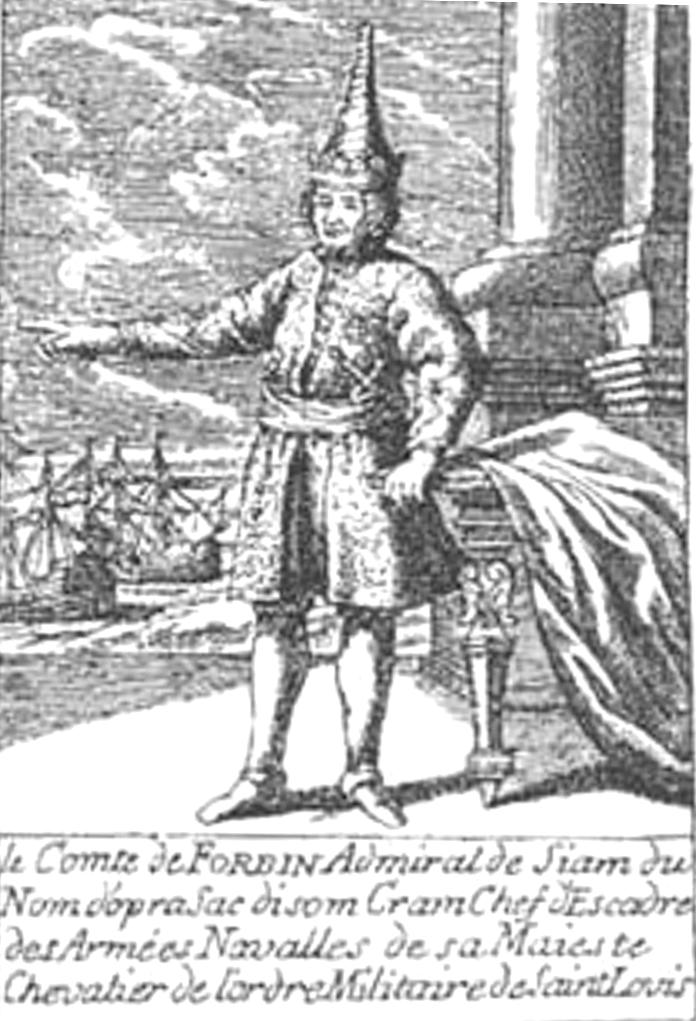
Шевальє Клод де Форбін у вбранні сиамського адмірала

Шевальє де Шамон був першим послом Франції від короля Людовика XIV у Сіамі. Він супроводжував його місії Abbé de Choisy, єзуїтської Гай Тачард від Паризького товариства закордонних місій. У той же час, він відправив до Сіаму двох послів Першого сіамського посольства 1684 року у Франції.
Шевальє де Шамон також привіз групу єзуїтів-математиків (Жан де Фонтфані (1643–1710), Йоахім Буве (1656–1730), Жан-Франсуа Жербільйон (1654–1707), Луї Ле Конт (1655–1728) та Клод де Вісделу (1656–1737)). Їх місія полягала в розвитку та продовженню діяльності до Китаю для провадження Єзуїтських місій в Китаї. Ле Конт залишається в Сіамі з королем Нараєм, але інші добралися до Китаю в 1687 році.
Шевальє де Шамон намагався притягнути короля Нарая до католицизму,щоб укласти значні комерційні договори, але безуспішно. Була підписана тимчасова угода про сприяння торгівлі між Францією та Королівським складом. Франція також отримала олов'яну монополію на Пхукеті, колишній Метрдотель Сер Біллі, названий на честь губернатора острова і територію Сонгкхла на півдні.
Коли Шамон повернувся до Франції, граф Клод де Форбін, який супроводжував Шамона в званні майора на борту Oiseau (франц. птах), був змушений залишатися на службі в сіамськомго короля і очолив, хоча і не дуже охоче, посаду головного адмірала, генерал усіх армій короля і губернатор Бангкока. Однак через заздрість та провокативні інтриги міністра Костянтина Фалкона, він невдовзі був неспроможний виконувати обов'язки і через два роки він покинув Сіам, повернувшись Франції в 1688 році. На посаду губернатора Бангкока призначили Шевальє де Борегард.
Французький інженер Ламарр також залишився в Сіамі на прохання короля, щоб побудувати Фортецю. Він розпочав з будівництва фортеці в Бангкоку і спроектував укріплення для Лігора (Нахон Сітхмамарат), Сінгара (Сонгхла), Фатталунга, Аюттхая, Луво (Лопбурі), Мергуї, Інбурі та Тале Чупсона. 

### Друге посольство Таїланду до Франції (1686)

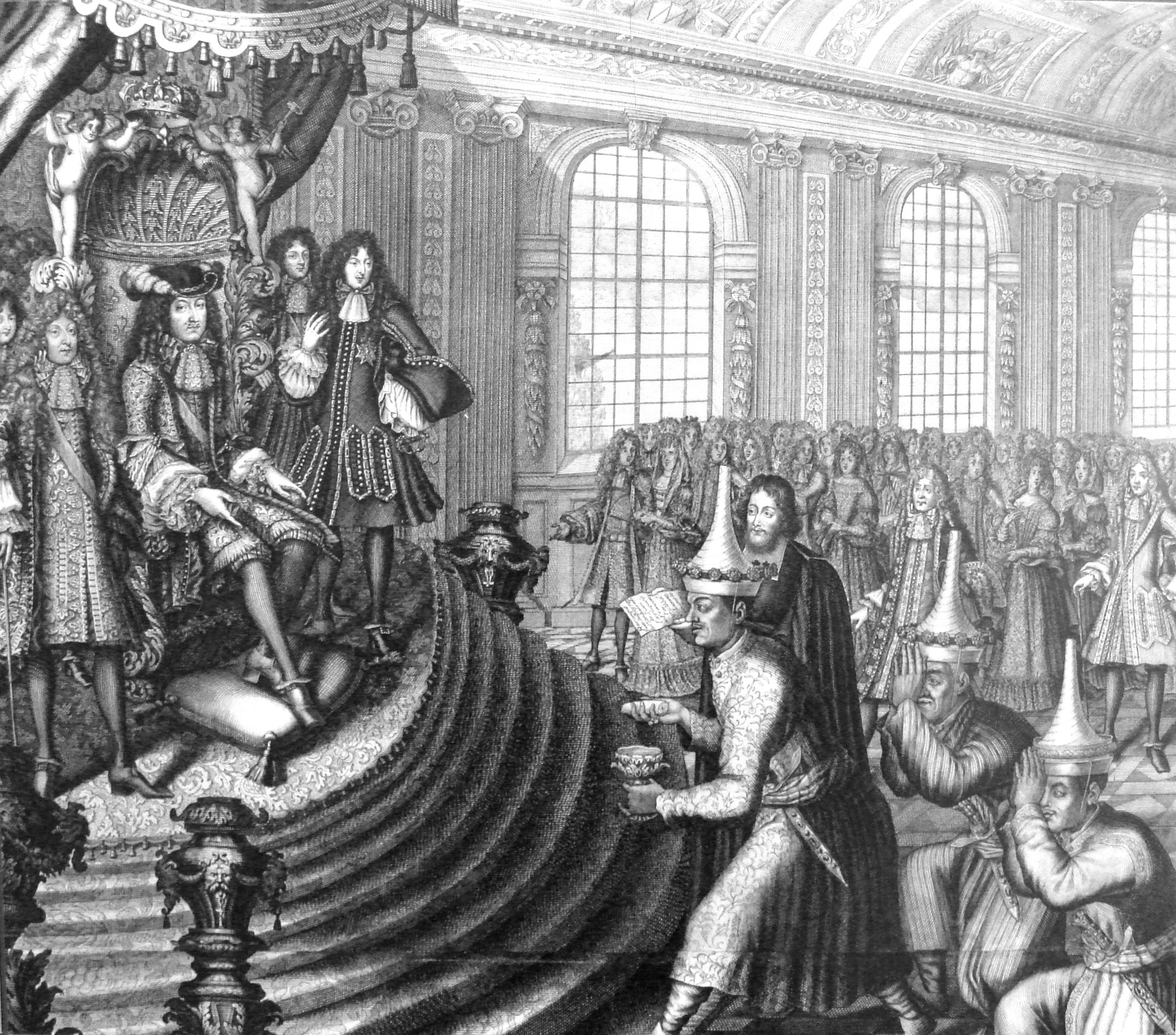
1686 р. Посольство Сіаму до Людовика XIV на чолі з Коса Паном (худ. Ніколя Лармесін)

Посольство вирушило до Франції у супроводі повернення місії Шевальє де Шамон на суднах l'Oiseau та la Maligne. Друге посольство Таїланду на чолі з сіамським дипломатом Коса Паном було відправлено до Франції для ратифікації договорів. Коса Пана супроводжували ще два сиамські посли, Ок-луанг Канлая Ратчамайтрі та Ок-кун Сі Візан-Вача,  та отець-єзуїт Гай Тачард. Місія перебувала у Франції з червня 1686 по березень 1687 року. Сіамськими послами було внесено пропозицію про вічний союз між Францією та Сіамом. 
По приїзді, посольство Коса Пана зустріли бурхливими вітаннями, а також їх приїзд викликав сенсацію в управлінських установах та суспільстві Європи. Місія причалила до Бресту, Франція та подорожувала суходолом до Версаля. Під час подорожі гості були постійно охоплені увагою та натовпами зацікавлених глядачів.
Екзотичний одяг, а також манери посланців (у тому числі їхнє Коутоу [жест вираження поваги] до Людовіка XIV під час їх візиту до нього 1 вересня), а також спеціальна "машина", яка використовувалася для піднесення офіційного листа від короля Нарая до французького монарха, спричинила багато обговорень у французькому високому суспільстві. 
На честь посольства була названа головна вулиця Бреста — Rue de Siam.

### Сіамсько - Англійська війна (1687)
Тим часом Королівство Аюттхая вступило в конфлікт із Ост-Індською компанією:263–267, як наслідок офіційно війну оголосили в серпні 1687 р. Причина полягала в тому, що англієць Семюел Уайт очолив позицію губернатора М'єй в 1684 році, замінивши свого співвітчизника Барнабі. Звідти він торгував під прапором Королівства Аюттхая і займався піратством, іноді нападаючи на кораблі під юрисдикцією Англії. У відповідь англійська сторона відправила військові кораблі в гавань М'єй а таїландці, побоюючись, що місто може бути захоплене, вчинили напади на тамтешніх жителів Англії. На зміну Самуїлу Уату, король Аюттхаї призначив француза Шевальє де Борегард губернатором М'єй у 1687 році.

### Посольство Лубера-Себере (1687)

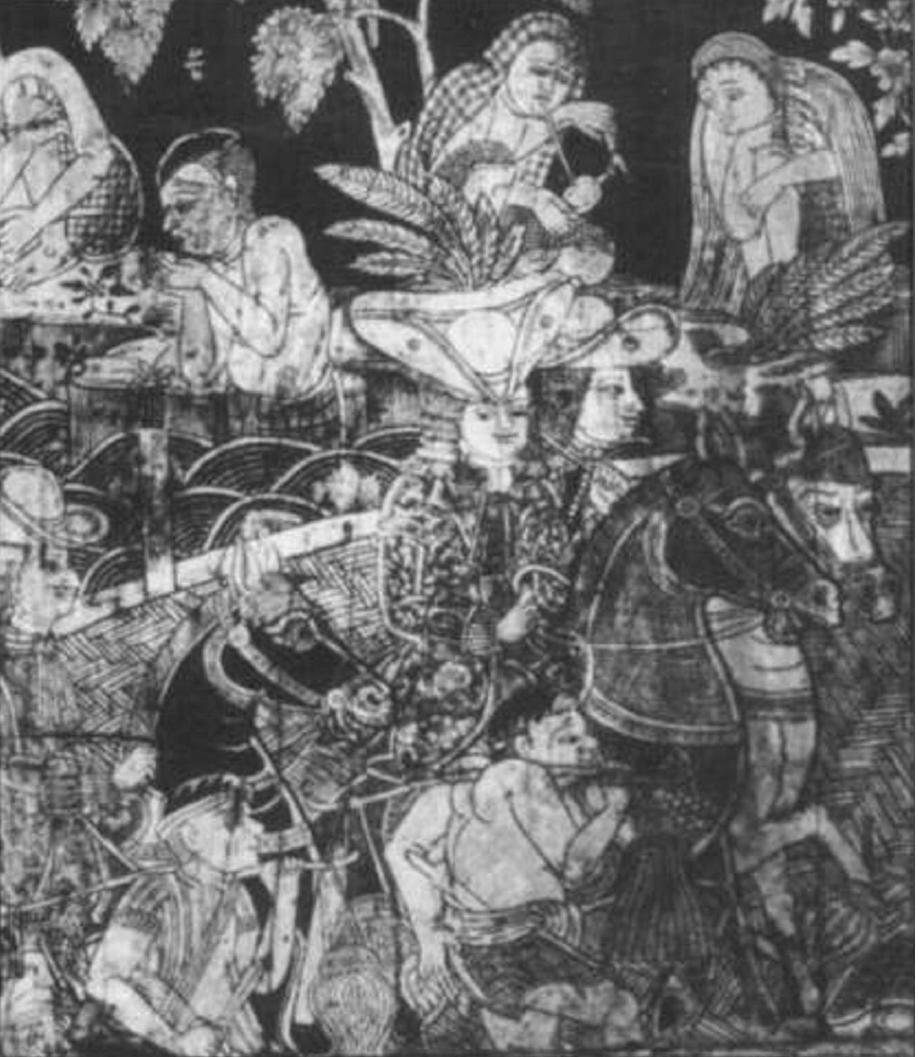
Французькі солдати в Сіамі (Тайський живопис XVII століття)

Друге французьке посольство було відправлено в Сіам у березні 1687 р . Посольство складалося з французьких експедиційних сил з 1361 солдатів, місіонерів, посланців та екіпажів на борту п'яти військових кораблів, і вони мали додаткове завдання - повернути посольство Коса Пана в Сіам. Військовим крилом керував генерал Десфарж, а дипломатичною місією - Саймон де ла Лубер та Клод Себерет дю Булла, директор французької Іст-Індійської компанії. Посольство прибуло до Бангкоку в жовтні 1687 р. на військових кораблях " Ле Галлард" (52 гармати), "Льоазо" (46 гармат), "Луара" (24 гармати), " Ла - Норманда" та " Ле Дромадейр".
До складу місії входило 14 вчених-єзуїтів, посланих до Сіаму Луї XIV під керівництвом отця Тачарда. Єзуїти (в тому числі П’єр д'Еспаньяк) отримали титул "Королівських математиків" і були спонсоровані Академією.

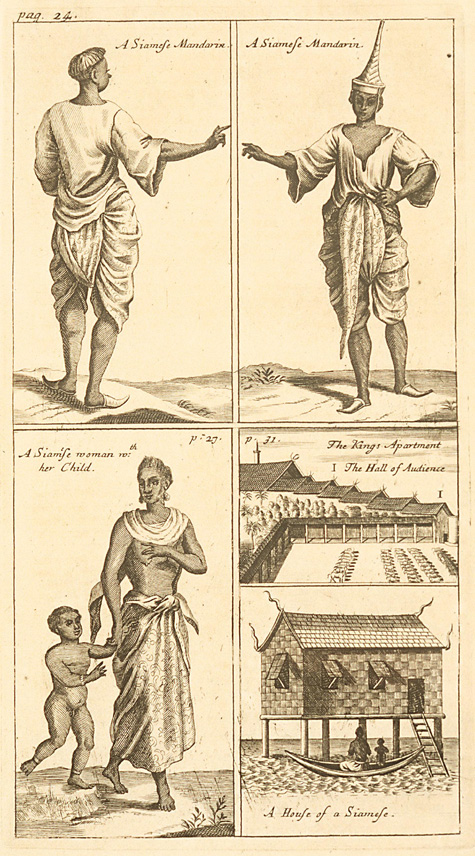
Сторінка від Simon de la Loubère:
Du Royaume de Siam

Десфарж мав доручення вести переговори про створення військ у М'єй та Бангкоку, а також при необхідності зайняти ці місця силою.  Король Нарай погодився на пропозицію, і в двох містах були створені фортеці, якими командували французькі губернатори. Десфарж командував фортецею в Бангкоку з 200 французькими офіцерами та людьми та сіамським контингентом, наданим королем Нараєм. дю Бруант командував М'єй з 90-ма французькими солдатами. У 1688 році Жан Ріваль був призначений губернатором Бангхлі (сучасний Пханг Нга). Ще 35 солдатів з 3 або 4 французькими офіцерами були призначені на службу на кораблі Сіамського короля з метою боротьби з піратством. 
Окрім підтвердження комерційного договору 1685 року дипломатичне представництво досягло мало успіхів. Отець-єзуїт Тахард отримав від Сейнелаї таємні вказівки, які дозволили йому безпосередньо мати справу з Фалконом. Надії на прийняття королем Нараєм католицизму, що значною мірою мотивували посольство, надіслане Людовиком XIV, не здійснилися. 
Як додатковий внесок до історії математики, Саймон де ла Лубер також привіз зі своїх подорожей до Сіаму простий метод створення n-непарних магічних квадратів, відомий як «Сіамський метод» або "метод де-ла-Любера",  який, очевидно, спочатку був відкритий в Сураті, Індія, іншим французом М. Вінсентом, який плавав на зворотному кораблі з де-ла-Любером.

### Третє посольство Таїланду до Франції (1688)

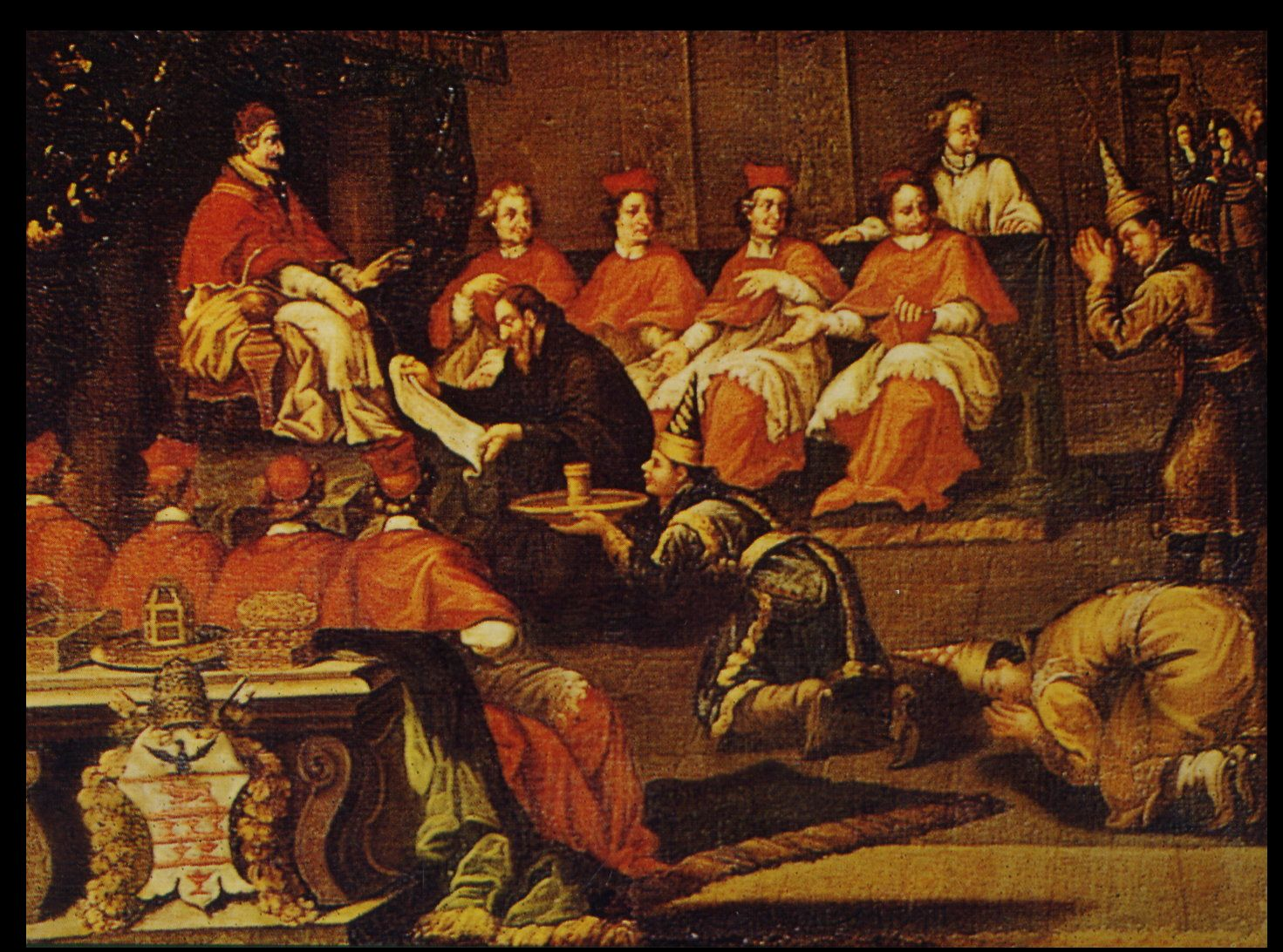
Тачард, з сіамськими посланцями, перекладаючи лист короля Нарая до папи Інокентія XI (грудень 1688 р.)

Тим часом єзуїт Гай Ташард повернувся до Франції з титулом "Надзвичайний посол для Сіамського короля" в супроводі Ок-куна Чамнана та відвідав Ватикан у січні 1688 року. Він та його сіамське посольство зустрілися з папою Інокентієм XI та переклали лист Нарая до нього. У лютому 1689 року посольство отримало аудієнцію з Людовіком XIV, і торговий договір, який отримав Себерет у 1687 році, був ратифікований.  Через два тижні був підписаний військовий договір, який призначив Франсуа д'Алесо, маркіза д'Ераґні, капітаном палацової варти в Аюттаї та інспектором французьких військ у Сіамі. 

### Революція 1688 року
Висадка французьких військ у Бангкоку та М'єй призвела до сильних націоналістичних рухів у Сіамі, якими керував Фра Петратча. У квітні 1688 року Фалкон попросив військову допомогу у французів, щоб нейтралізувати становище. Деффарж надіслав 80 провідних військ та 10 офіцерів з Бангкоку до палацу в Лопбурі, але він зупинився в дорозі в Аюттхаї і, нарешті, відмовився від свого плану і відступив до Бангкоку, боячись нападу сіамських повстанців. 

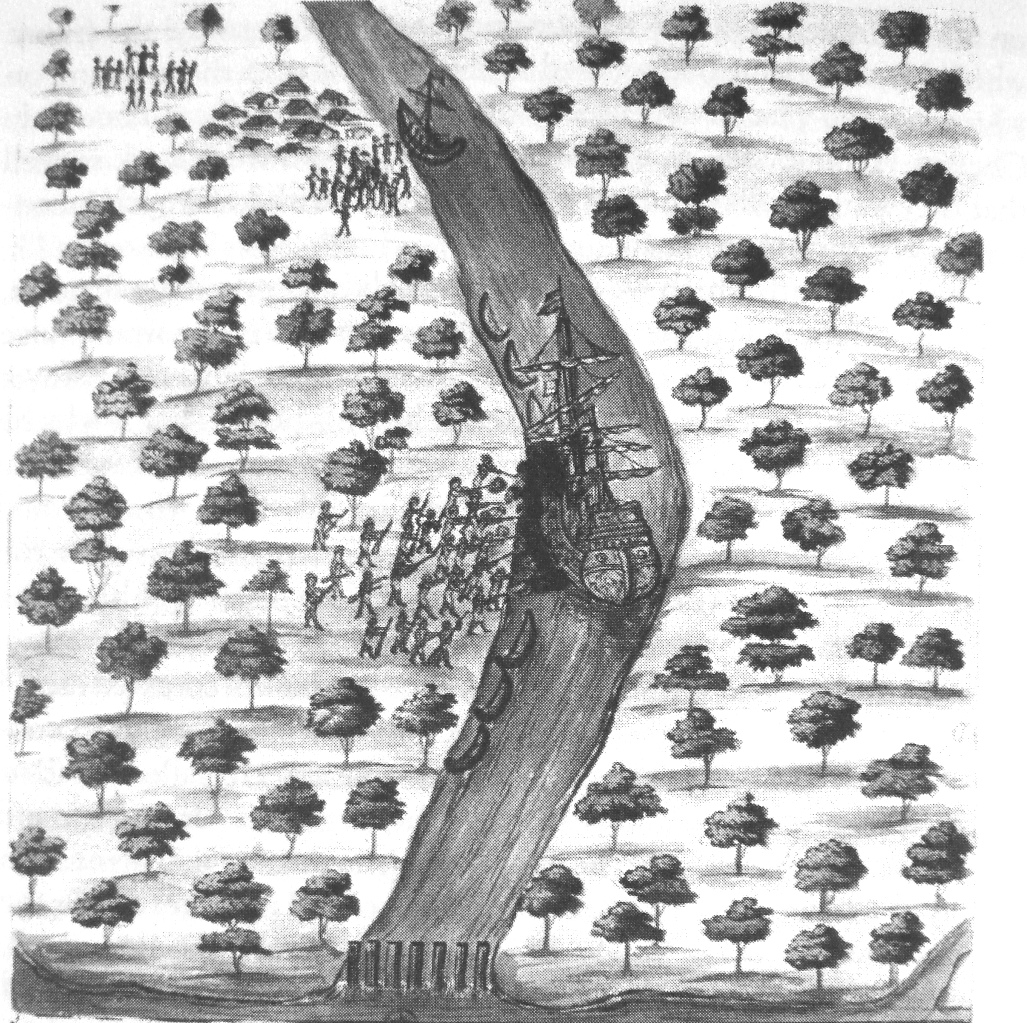
Сіамська атака на дю Бруант в Тавой

10 травня помираючий король Нарай назвав свою дочку Йотатеп своєю наступницею. Потім він дізнався, що Фетраха готує державний переворот проти нього.  Це спонукало Фетраху негайно здійснити давно спланований переворот, ініціювавши сіамську революцію 1688 року. 17–18 травня 1688 р. Король Нарай був заарештований, а 5 червня Фалкон був страчений. Шість французьких офіцерів були схоплені в Лопбурі та мобілізовані, один з них помер у результаті. Багато членів сім'ї Нараї були вбиті (брати короля, його правонаступники по праву, були вбиті 9 липня) а король Нарай помер під вартою 10 липня. Фра Фетраха був коронований королем 1 серпня. Коса Пан, посол 1686 р. У Франції, став міністром закордонних справ і торгівлі. 
Великомасштабні атаки були направлені на дві французькі фортеці в Сіамі, а 24 червня французи під Бруант повинні були залишити свій гарнізон у Мʼєй.  дю Бруант і Шевальє де Борегард втекли під обстріл, захопивши сіамський військовий корабель - М'єй. Дю Бруант та його війська перебували на безлюдному острові чотири місяці, перш ніж їх захопив британський військовий корабель. Зрештою, вони повернулися до Пондічеррі шляхом Ченнаї.

#### Облога Бангкока

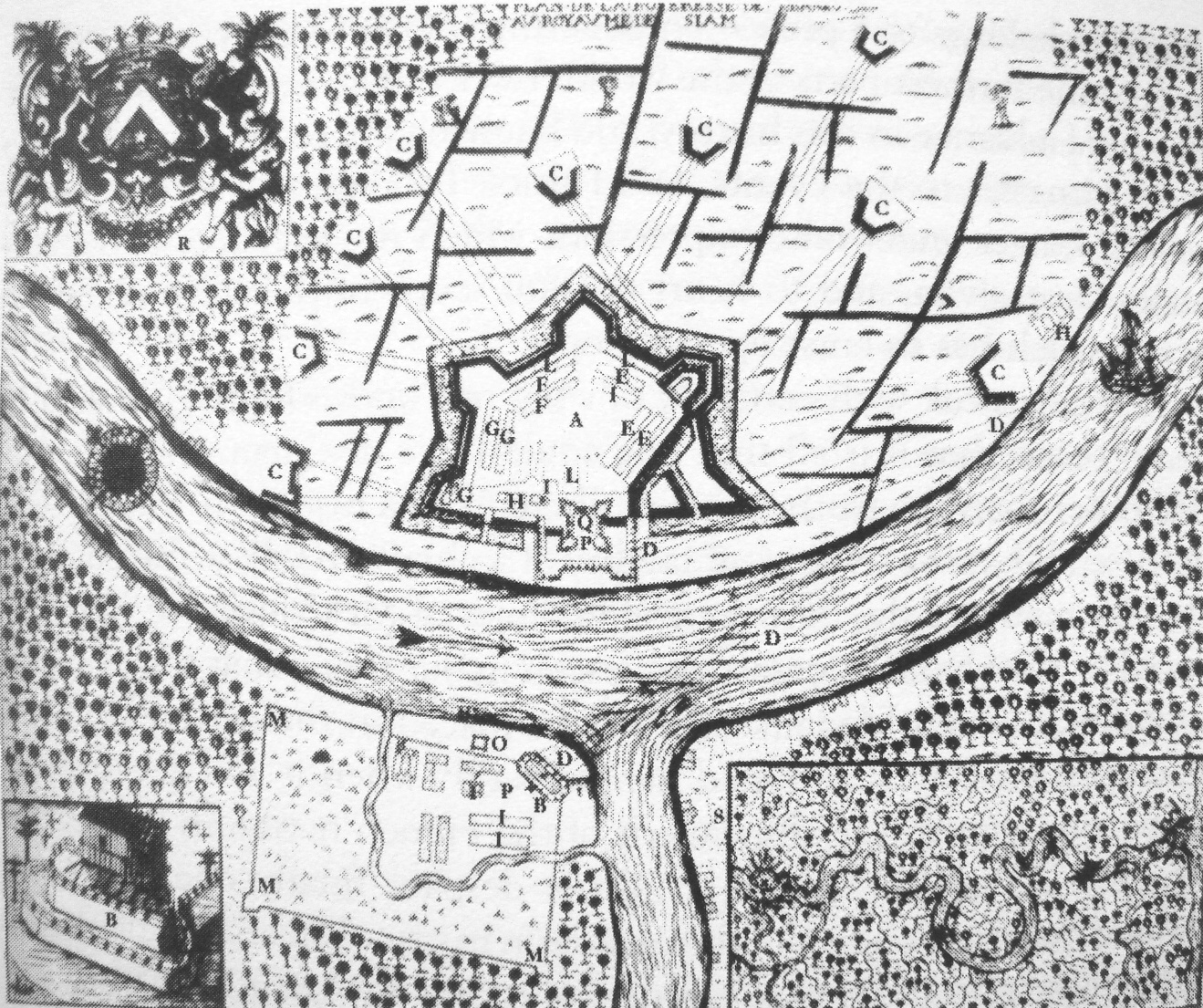
Облога Бангкока. Французька фортеця (А), обложена сіамськими військами та (С), у Бангкоку 1688 року. Село Бангкок (нижній лівий кут, М) - це сьогоднішні Тонбурі.

Католицька дружина католицької японки-португальця Фаулка Марія Ґоймар де Пінья якій обіцяли захист через облагородження графині Франції, знайшла притулок разом із французькими військами в Бангкоку, але Десфарж повернув її до Сіам під тиском Фетрачі 18 жовтня; її засудили на вічне рабство на кухнях Петрачі. Нарешті Деффарж домовився повернутися зі своїми людьми до Пондічеррі 13 листопада на борту Оріфламму та двох сіамських кораблів, Сіам і Луво, наданих Фетрахою. 
Деякі з французьких військ залишилися в Пондічеррі, щоб посилити присутність французів там, але більшість виїхали до Франції 16 лютого 1689 р. На борту ВМС Франції і Нормандської французької компанії Coche, на борту якого були інженер Воллант де Веркуайн та єзуїт Ле Блан. Два кораблі були захоплені голландцями на мисі Доброї Надії, оскільки почалася війна Аугсбурзької ліги. Через місяць перебування на мисі ув'язнених відправили до Зеландії, де їх утримували в тюрмі Мідделбурга. Вони змогли повернутися до Франції шляхом загального обміну полоненими.
10 квітня 1689 року Десфарж, який залишився в Пондічеррі, вів експедицію по захопленню острова Пхукет, намагаючись відновити якийсь французький контроль у Сіамі. Окупація острова нікуди не привела, і Десфаргес повернувся до Пондічеррі в січні 1690 року.  до Франції, він залишив 108 солдатів в Пондічеррі, щоб зміцнити оборону, і пішов з рештою військами орифлама і компанія судів Lonré і Сен-Ніколас на 21 лютого 1690. Десфарж загинув на борту біля Мартиніки, і Оріфламм затонув 27 лютого 1691 року, а більшість французьких військ, що залишилися, біля берегів Бретані. 

### Місія Дюкена-Гітона (1690)
Сіамське посольство 1688 року повернуло до Сіаму флотом з шести військових кораблів Авраама Дюкена-Гітона (племінника Авраама Дюкена) у 1690 році, але через несприятливі вітри флот зупинився на Баласорі, в гирлі Гангу, де вони скинули посольство. Посольство змогло повернутися до суходолу Аюттхаї.

### Отець Тачард (1699)
У 1699 році отець Гай Тачард знову поїхав у Сіам. Він зустрівся з Коса Паном, який, на той час, був міністром закордонних справ і торгівлі, і новим королем Фетрахою, але зустріч несла лише формальний характер і не призвела до досягнення результатів. Він, насправді, продовжував наполягати на створенні французького форту в Танінтаї, внаслідок чого переговори були безрезультатно припинені.

## Відносини XVIII століття
Революція в Таїланді стала перепоною для розвитку відносини між Францією та Таїландом до XIX століття, хоча французьким єзуїтам було дозволено продовжувати проповідувати в Таїланді.
Після досягнення миру в 1690 році єпископ Лано зміг відновити свою місіонерську роботу, яку він виконував до своєї смерті в 1696 році. Його замінив єпископ Людовик Цисський (1700–27). Впродовж решти століття велися переслідування проти сіамців або бірманських загарбників. Король зберігав свою прихильність до єпископів Тексьє де Керлая та де Лолієра-Пюйонтата (1755 р.).
У період з 1760 по 1765 рр. Французька група артилерійців на чолі з Шевальє Мілардом брала участь у бірманських нападах на Сіам, як елітний корпус бірманської армії.
Після вторгнень Бірми в 1769 р. отець Корре відновив місіонерську роботу в Сіамі, яку слідував продовжувати Єпископ Лебон (1772–80). Лебон повинен був поїхати з країни в 1775 році після переслідувань, але його наступники єпископи Конде і Гарно повернулися до Сіаму.

## Відносини XIX століття

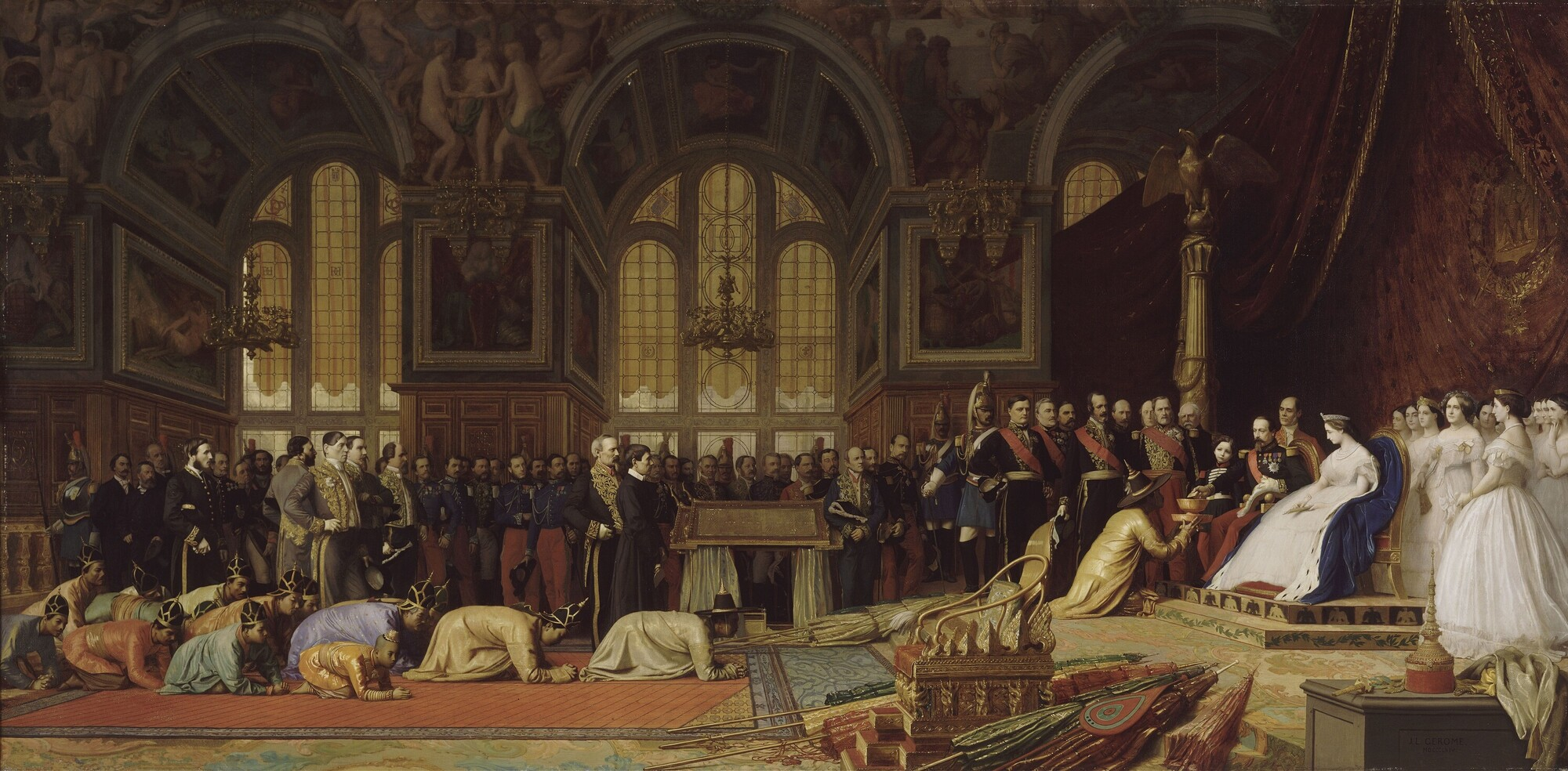
Посольство Сіаму до Наполеона III (27 червня 1861 р.)

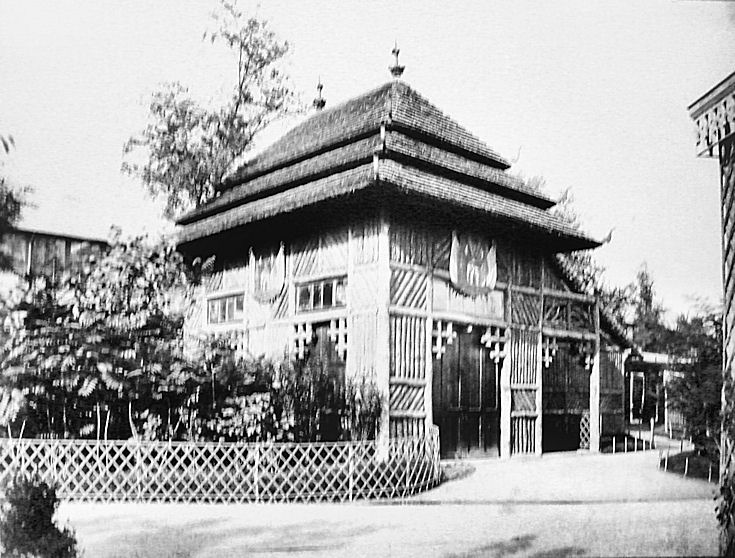
Сіамський слон-павільйон на Всесвітній виставці в Парижі (1867)

Нові місіонери приїхали до Сіаму в 1826 та 1830 роках (серед них отці Бушо, Барбе, Бруг'єр, Вашаль, Гранджей, Паллуа і Курвезі). У 1834 році Єпископ Курзеві став вікарієм апостольським у Сіамі, давши новий початок для місіонерської роботи. Його наступником став єпископ Паллегуа (1840–62), який сприяв відновленню французького союзу із Сіамом Наполеоном III.

Територіальні суперечки стосовно Сіаму наприкінці XIX — початку XX століть

Таїланд був готовий йти на деякі поступки для встановлення торгових відносин з Францією в 1840 та 1851 роках. У 1856 році Наполеон III направив посольство на чолі з Шарлем де Монтіньєм до короля Монгкута. 15 серпня 1856 р. було підписано договір, який сприяв торгівлі, гарантував релігійну свободу та надав французьким військовим кораблям доступ до Бангкоку. У червні 1861 року французькі військові кораблі привезли посольство Таїланду до Франції на чолі з Фя Шріпіпатом (Пае Баннаг). 
Тим часом Франція укріплювала свої позиції у В'єтнамі. За наказом Наполеона III французькі бойові кораблі під Риго де Денуї в 1858 р. атакували порт Дананг, заподіявши значні збитки, і утримували місто кілька місяців. де Генуї спрямував кораблі на південь і захопив місто з слабкими оборонними позиціями, Хошимін в 1859 році. З 1859 по 1867 р. французькі війська розширили свій контроль над усіма шістьма провінціями на дельті Меконг і утворили французьку колонію, Кохінхіна. У 1863 р. Франція і король Камбоджі Нородом підписали договір про захист, який дав початок французькому колоніальному правлінню. 15 липня 1867 року між Францією та Сіамом був підписаний новий договір.

### Франко-сіамська війна (1893)

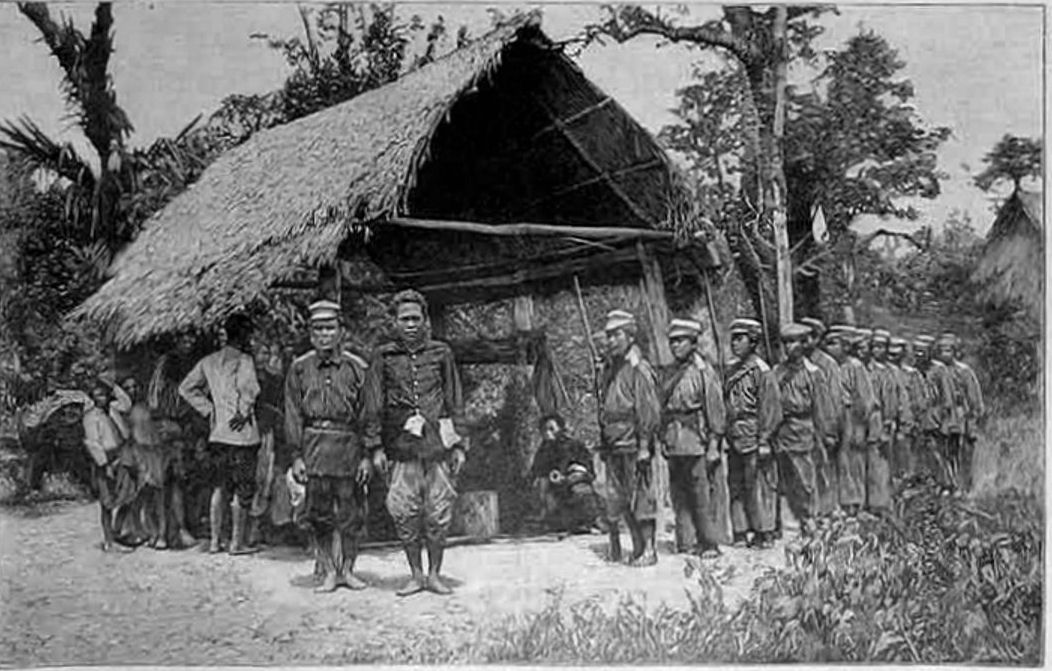
Сіамська армія на спірній території Лаосу, 1893

Територіальний конфлікт на Індокитайському півострові за експансію французького Індокитаю призвів до франко-сіамської війни 1893 року. У 1893 році французька влада в Індокитаї використовувала прикордонні суперечки, такі як справа Гросгуріна та морський інцидент Пакнам, щоб спровокувати кризу. Французькі військові судна з’явились у Бангкоку і вимагали відмови від лаоських територій на схід від Меконгу. Король Чулалонгкорн (правління 1868–1910) звернувся до британців, але британський міністр сказав королю погоджуватись на будь-які висунуті умови, і він не мав іншого вибору, як дотримуватися. Єдиним жестом Великої Британії була угода з Францією, яка гарантувала цілісність решти Сіаму. В обмін на це Сіам повинен був відмовитись від претендування на володіння тай-мовним регіоном Шань північно-східної Бірми на користь англійців, а поступився Лаосом для Франції. Хоча варто зазначити, що лаоський король просив французької охорони замість сіамського панування. Попри те що, Сіам втратив третину своєї території, стратегія діяти як буферна зона між двома колоніальними наддержавами, дала змогу зберегти свою незалежність. У відповідь на поразку 1893 року Чулалонгкорн виїхав за кордон вивчати та досліджувати інші моделі держав. Він відвідав Париж у 1897 та 1907 рр. У результаті він активізував свою програму модернізації, створивши тим самим унітарну і абсолютистську сучасну державу.

## Відносини XX століття

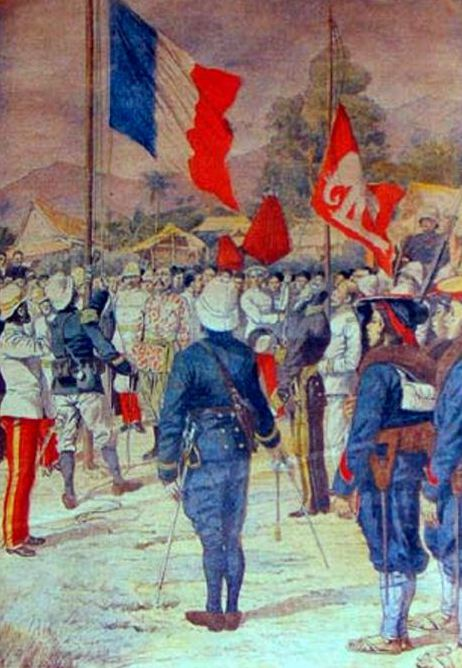
Окупація Трата французькими військами (1904)

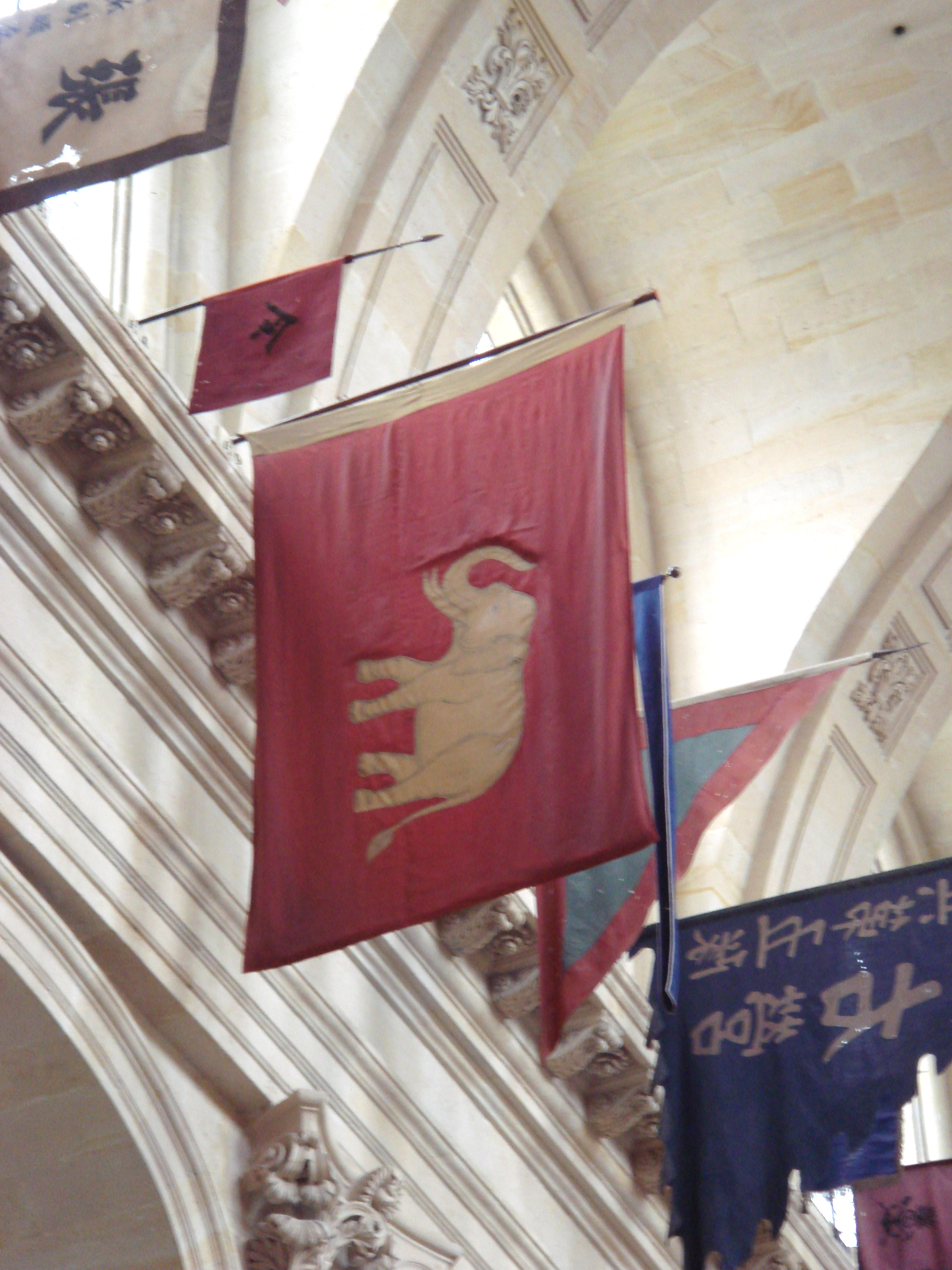
Сіамський прапор, датований 1855–1916 рр. в Домі Інвалідів, Париж

Французи продовжували тиснути на Сіам, і в 1906–1907 роках вони почали чергову кризу. Цього разу Сіаму довелося уступити французькому контролю над територією на західному березі Меконг навпроти Луанґпхабанґ та навколо Чампасака на півдні Лаосу, а також західній Камбоджі. Франція також окупувала західну частину Чантабурі. У Франко-сіамській конвенції від 13 лютого 1904 року, щоб повернути Чантабурі, Сіам повинен був передати Трат до Французького Індокитаю. 23 березня 1907 р. Трат знову став частиною Таїланду в обмін на райони на схід від річки Меконг, включаючи Баттамбанг, Сіам Нахон та Сисофон.
Британці втручалися, щоб запобігти більшій французькій експансії проти Сіаму, але ціною цього в 1909 р. стало визнання Великою Британією суверенітету над Кедахом, Келантаном, Перлісом і Теренггану згідно англо-сіамського договору 1909 року. Усі ці уступленні території опинилися на межі сфери впливу сіамців і ніколи не перебували під надійним контролем сіамців, але змушеність відмовитися від усіх претензій на них було значним приниженням як для короля, так і для країни. На початку XX століття ці кризи були прийняті все більш націоналістичним урядом як символи потреби країни утвердитися проти Заходу та сусідів.

### Французько-тайська війна (1940-1941)

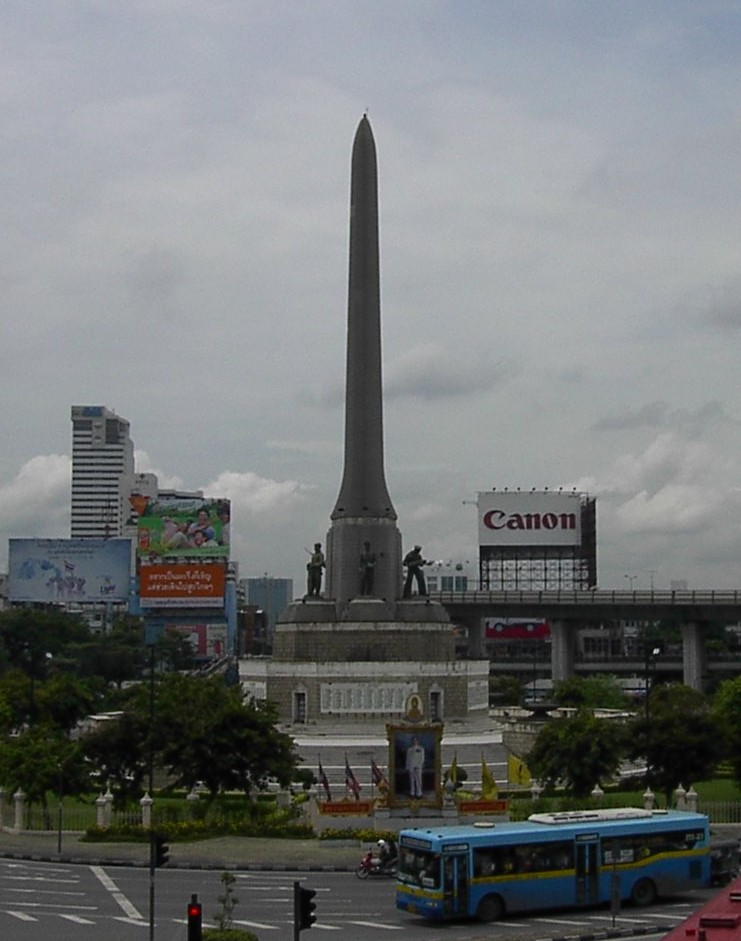
Пам'ятник Перемоги, в районі Ратчатві, на острові дорожнього руху на одному з найжвавіших перехресть Бангкока, спорудженому 1941 року на вшанування перемог Таїланду у французько-тайській війні (1940-1941)

Незадовго до Другої світової війни уряд Франції погодився на проведення переговорів з Таїландом, які, мали б внести незначні зміни на користь Таїланду. Однак незабаром Франція потрапила під окупацію Третього Рейху, і переговори так і не відбулися. Потім Таїланд скористався французькою слабкістю, щоб повернути свої втрачені території у французькому Індокитаї, в результаті чого тривала французько-тайська війна з жовтня 1940 до 9 травня 1941 року. Тайські військові сили добре справились на суходолі та в повітряному просторі, щоб перемогти французів та повернути свої територію. Однак у січні французькі військово-морські сили Віші домоглися тактичної перемоги над тайськими військово-морськими силами в битві за Ко Чанг без особливих втрат з обох сторін. Війна закінчилася в травні з допомогою японців, які змусили французів відмовитись від впливу на спірних прикордонних територіях.
Щоб відзначити перемогу, Таїланд звів пам'ятник Перемоги. Таїланд запросив Японію та Німеччину приєднатися до святкування. Японія відправила Шйодрі Айда, а Міністерство закордонних справ Німеччини направило Роберта Ейссена приєднатися до святкування.
Після війни, у жовтні 1946 року, північно-західна Камбоджа та два ансамблі Лаосу на тайській стороні річки Меконг були повернуті до французького суверенітету після того, як тимчасовий уряд Франції погрожував накласти вето на членство Таїланду в ООН.